# Paderno del Grappa
Paderno del Grappa este o comună din provincia Treviso, regiunea Veneto, Italia, cu o populație de 2.195 locuitori (1 ianuarie 2018) și o suprafață de 19,53 km².

## Demografie
Paderno del Grappa - evoluția demografică

|  | Graficele sunt indisponibile din cauza unor probleme tehnice. Mai multe informații se găsesc la Phabricator și la wiki-ul MediaWiki. |

Date: Recensăminte sau birourile de statistică - grafică realizată de Wikipedia